# Hosjö
Hosjö IPA:/'huːɧø/ er en bydel i Falun, Sverige. Det er den østligste del af byen og har cirka 3000 indbyggere. Ved bydelen ligger søen Hosjön.
60°35′30″N 15°44′53″Ø / 60.5917°N 15.7481°Ø